# Bernhard Johann von Bernuth
Bernhard Johann von Bernuth (* 9. Juli 1863 in Kalittken in Westpreußen; † 1942 in Heinzendorf, Kreis Guhrau) war ein deutscher Rittergutsbesitzer, Staatsdomänenpächter und Industrieller der Zuckerindustrie.

## Leben
Bernhard Johann von Bernuth besucht die Klosterschule Roßleben. Anschließend studierte er an der Universität Heidelberg, wo er 1884 Mitglied des Corps Saxo-Borussia wurde. Im Anschluss an das Studium absolvierte er eine dreijährige landwirtschaftliche Ausbildung und studierte noch einmal für ein Semester an der Landwirtschaftlichen Hochschule Berlin. Danach übernahm er die Verwaltung des väterlichen Gutes Heinzendorf sowie der Staatsdomäne Kraschen. 1925 erwarb er das Gut Stroppen. Von Bernuth war Vorsitzender des Vorstandes der Zuckerfabrik Guhrau sowie Aufsichtsratsvorsitzender verschiedener kleinerer Unternehmen.
Von Bernuth war Vorsitzender der Landwirtschaftskammer Niederschlesien und Mitglied des Ständeausschusses des Deutschen Landwirtschaftsrats. Er war Kreisdeputierter des Kreises Guhrau und Patron der evangelischen Kirche in Heinzendorf.

## Auszeichnungen
- Ehrentitel eines preußischen Amtsrats
- Roter Adlerorden 4. Klasse
- Eisernes Kreuz II. Klasse am weißschwarzen Bande
- Preußisches Verdienstkreuz
- Rote Kreuz-Medaille (Preußen)
- Sachsen-Meiningisches Verdienstkreuz für Kriegshilfe
- Rechtsritter des Johanniterorden